# Городецк (Могилёвская область)
Городе́цк (бел. Гарадзецк) — деревня в составе Михеевского сельсовета Дрибинского района Могилёвской области Республики Беларусь.

## Население
- 1999 год — 66 человек
- 2010 год — 32 человека

## Знаменитые уроженцы
- Авдеев, Михаил Васильевич - Герой Советского Союза.
- Кравцова, Мария Константиновна - Герой Социалистического Труда.